# Endogeniteit (economie)
Endogeniteit is het optreden in een econometrisch model van een verband tussen een variabele die niet is opgenomen in het model met een variabele die daar wel in is opgenomen, er is een correlatie tussen een verklarende variabele en de foutterm.
Endogeniteit kan ontstaan als gevolg van bekende en onbekende meetfouten, als gevolg van autoregressie met autogecorreleerde fouten, maar ook als gevolg van gelijktijdigheid, weggelaten variabelen en fouten in het bepalen van de steekproef. In grote lijnen kan worden gesteld dat een lus van causaliteit tussen de onafhankelijke en afhankelijke variabelen binnen een model leidt tot endogeniteit.
Zo kan endogeniteit optreden door weggelaten variabelen als een economisch model geen rekening houdt met prijsverhogingen die worden doorgevoerd als reactie op een stijgende vraag. Daardoor zou uit een regressie-analyse de foutieve conclusie kunnen worden getrokken dat de vraag stijgt doordat de prijs wordt verhoogd.